# Bromek litu
Bromek litu, LiBr – nieorganiczny związek chemiczny z grupy bromków, sól litowa kwasu bromowodorowego. Tworzy mono-, di- i trihydraty.

## Otrzymywanie
Bromek litu otrzymuje się poprzez neutralizację wodorotlenku litu lub węglanu litu wodnym roztworem kwasu bromowodorowego, a następnie zatężenie i krystalizację:
LiOH + HBr
aq → LiBr + H
2O
Li
2CO
3 + HBr
aq → LiBr + CO
2 + H
2O
Otrzymana sól jest zazwyczaj hydratem. Bezwodny bromek litu otrzymuje się przez ogrzewanie hydratów w podciśnieniu.

## Właściwości
- współczynnik załamania – 1,784[8]

Ciśnienie pary nasyconej wodnych roztworów bromku litu jest bardzo niskie. W 25 °C dla roztworu 52% wynosi 5 Tr, a dla 68% – 0,7 Tr.
Monohydrat LiBr·H
2O jest białym krystalicznym ciałem stałym o układzie rombowym poniżej 33 °C, a powyżej tej temperatury, o układzie regularnym. W 33 °C następuje przejście fazowe pomiędzy tymi formami.

## Zastosowanie
Bromek litu wykorzystywany jest w systemach chłodniczych, absorpcyjnych, klimatyzacyjnych i przemysłowego suszenia. Stężony roztwór tego związku jest skutecznym pochłaniaczem pary wodnej. Stosowany jest także jako środek zwiększający objętość wełny, włosów i innych włókien organicznych. Z uwagi na zawartość litu związek ten wykorzystywany jest w medycynie jako stabilizator nastroju, środek uspokajający lub nasenny mając spektrum działania zbliżone do węglanu litu. Bromek litu jest również katalizatorem w reakcji dehydrohalogenacji.